# 慢性創傷性腦病變
慢性創傷性腦病變（英語：Chronic traumatic encephalopathy）是一種神經退化性疾病，常發生於受到多次腦傷的患者。慢性創傷性腦病變常發生於頻繁參與劇烈接觸型運動（例如美式足球、拳擊、啦啦隊、競技啦啦隊等）的運動員。這樣的腦病變，也常發生在家庭暴力的受害者身上。參與這些激烈運動的高中運動員，可能在幾年內出現症狀。這是一種形式的Tau蛋白病變。

## 病徵與癥狀
慢性創傷性腦病變的症狀，有四個階段，大多發生在頻繁從事劇烈運動，受到頻繁腦傷後八到十年陸續出現。第一階段的症狀包括注意力不足過動症，像是意識混亂、方向知覺的喪失、暈眩以及頭痛。第二階段的症狀包括記憶力喪失、影響社交生活、受迫性行為以及做出錯誤決定。第三與第四階段包括持續惡化的失智狀態、神經症狀、記憶力減退、言語障礙、感覺異常、震顫、暈眩、耳聾、憂鬱症或是自殺傾向。另外發音困難、吞嚥困難、認知異常以及眼瞼下垂等影響視覺的症狀，也有可能隨之出現。

## 病理特徵
慢性創傷性腦病變的神經病理學特徵，與其他像是阿茲海默症等的Tau蛋白病變不同。慢性創傷性腦病變的四個臨床病理變化與腦中的Tau蛋白有關，依照嚴重度的不同，有的在前額葉新皮質的血管周邊形成
神經原纖維纏結，有的會影響整個腦區。慢性創傷性腦病變最主要的病徵，就是大腦重量減少並伴隨著前葉、顳葉以及內側顳葉的皮質萎縮。常見在側腦室與第三腦室將會隨之擴大，第四腦室則較為少見。其他的病癥包括前透明中隔腔、後血管聯合、黑質中的蒼白核以及藍斑核、嗅核、丘腦、乳頭狀體、腦幹與小腦的萎縮。進階的慢性創傷性腦病變，甚至有可能導致海馬迴、內嗅皮質及杏仁核的萎縮。
在顯微鏡下可以看到神經纖維的空洞化、tau蛋白沉積、TDP-43包含體(TDP 43)沉積、白質的變化以及其他異常。tau蛋白沉積形成神經原纖維纏結（英文：neurofibrillary tangle，NFT）、軸突以及富含星狀細胞與神經膠細胞的纏繞。 前類澱粉蛋白質的沉積在慢性創傷性腦病變較少發現。有一小部分慢性創傷性腦病變的患者，將會發展成慢性創傷性腦肌病變（英文：chronic traumatic encephalomyopathy, CTEM），變成一種運動神經元疾病，如同肌萎縮性側索硬化症。持續嚴重的肌肉無力、平衡以及步態問題正是慢性創傷性腦肌病變的早期症狀。大腦所製造的外吐小體是一種大腦創傷(包括慢性創傷性腦病變)的生物標記。有一種慢性創傷性腦病變稱為拳擊員癡呆(英文：dementia pugilistica，DP)，最早是在拳擊手的身上發現。